# Traevon Jackson
Pour les articles homonymes, voir Jackson.
Traevon Jackson, né le 11 décembre 1992 à Westerville dans l'Ohio, est un joueur américain de basket-ball.

## Biographie
Il participe à la NBA Summer League 2015 avec les Wizards de Washington.
Le 26 janvier 2016, il signe à l'Energy de l'Iowa.